# Hotel Astoria de Bruselas
El Hotel Astoria de Bruselas (en francés: Hôtel Astoria) es un hotel de cinco estrellas en Bruselas, Bélgica, construido en 1909. Ha servido como un famoso punto de encuentro de los reyes y otros grandes hombres de Estado y personalidades mundiales. Desde el año 2000, el hotel ha sido declarado monumento protegido. 
El hotel fue construido en 1909 para la Exposición Universal de Bruselas (1910), a petición del rey Leopoldo II. Fue diseñado por el famoso arquitecto Henri Van Dievoet (1869-1931), sobrino de Joseph Poelaert. Construido en un verdadero espíritu de París, Luis XVI la fachada del hotel y su majestuoso interior le da un aspecto claramente aristocrático.